# Strzelanina w klubie nocnym w Colorado Springs
Strzelanina w klubie nocnym w Colorado Springs – strzelanina, do której doszło w nocy z 19 na 20 listopada 2022 w klubie gejowskim Club Q znajdującym się w mieście Colorado Springs w amerykańskim stanie Kolorado. W wyniku strzelaniny zginęło 5 osób, a 25 innych zostało rannych. W 2023 sprawca strzelaniny został skazany na dożywocie.

## Tło
Strzelanina wydarzyła się w mieście Colorado Springs, które jest uważane za jedno z najbardziej konserwatywnych obyczajowo miast w USA. Club Q jest jedynym klubem gejowskim w tym mieście.

## Przebieg
Napastnik wszedł do klubu 19 listopada 2022 ok. godz. 23:56, uzbrojony w karabin typu AR-15 z 60-nabojowym obrotowym magazynkiem, wieloma zapasowymi zwykłymi magazynkami z amunicją oraz z założonym na sobie strojem taktycznym. Po wejściu sprawca postrzelił najpierw 2 osoby czekające w kolejce na bilet wstępu do klubu. Następnie wtargnął do wnętrza lokalu i oddał strzały w tłum na parkiecie. Wówczas osoby obecne w lokalu zaczęły się chować pod stolikami i w szatniach na tyłach klubu lub też udawać martwych poprzez leżenie nieruchomo na podłodze. W pewnym momencie zamachowiec chciał przeładować broń, ale wówczas wyrwał mu ją były żołnierz US Army Richarda Fierro i uderzył napastnika w twarz kolbą od broni. Pierwsi policjanci zjawili się na miejscu już minutę po pierwszych strzałach, ale ze względu na dynamikę sytuacji i panikę panującą wewnątrz klubu nie mogli wejść do środka. Weszli tam dopiero po obezwładnieniu napastnika przez Fierro oraz inne osoby. Po strzelaninie na miejsce przyjechało łącznie 39 policjantów, 34 strażaków i 11 ambulansów pogotowia ratunkowego.
Osoby ranne w wyniku zajścia przetransportowano do 3 różnych szpitali: 7 z nich do Penrose Hospital, 10 do Memorial Hospital Central, a 2 do Memorial Hospital North.

## Ofiary strzelaniny
W strzelaninie zginęło 5 osób, a 25 zostało rannych, z czego 19 odniosło rany od strzałów.
Ofiary śmiertelne zostały zidentyfikowane jako: 28-letni Daniel Aston, 40-letnia Kelly Loving, 35-letnia Ashley Paugh, 38-letni Derrick Rump i 22-letni Raymond Vance.

## Następstwa
Kilka dni po strzelaninie doszło do aktu wandalizmu na budynku, w którym mieści się siedziba konserwatywnej organizacji pro-rodzinnej Focus on the Family; nieznani sprawcy umieścili tam napisy Ich krew jest na waszych rękach. 5 żyć zostało odebranych. Było to odniesienie do strzelaniny i do działalności organizacji, której poglądy (sprzeciw wobec postulatów ruchu LGBT uznawanych przez FotF za ideologię) były zbieżne z poglądami sprawcy.

## Sprawca
Sprawcą strzelaniny był 22-letni Anderson Aldrich (właściwie Nicholas Brink – zmienił swoje dane, by odciąć się od swojego ojca). Urodził się w San Diego w Kalifornii jako syn Laury Voepel i Aarona Brinka (1974–2023). Ojciec Andersona Aldricha był aktorem filmów pornograficznych, matka Aldricha rozstała się z nim rok po narodzinach ich dziecka.
Aldrich ostatecznie zamieszkał z dziadkami w San Antonio w Teksasie (później przeprowadzili się do Kolorado) – dziadkowie sprawcy byli bardzo religijni i byli członkami wspólnoty Kościoła Jezusa Chrystusa Świętych w Dniach Ostatnich (mormonów). Według kościoła, Aldrich w momencie ataku nie miał już jednak żadnych związków ze wspólnotą i nie uczęszczał na ich zgromadzenia religijne od około dekady.
Po aresztowaniu po strzelaninie Aldrich kazał używać wobec siebie transpłciowych lub niebinarnych zaimków they/them (z ang. oni/ich). Według niektórych doniesień sprawca nigdy nie identyfikował się wcześniej w ten sposób i mogło to być formą trollingu popełnionego na śledczych. Napastnik wcześniej w internecie wyrażał agresywne i pełne nienawiści stanowiska wobec środowisk LGBT, trollował członków społeczności LGBT w internecie, a w jego domu policja znalazła tęczowe tarcze strzelnicze z celownikiem narysowanym na osobach uczestniczących w paradzie równości. Napastnik był też członkiem społeczności alt-right i fascynował się poprzednimi strzelaninami w USA oraz zamachami prawicowych terrorystów.
18 czerwca 2021 Aldrich zaczął grozić śmiercią swoim dziadkom, co doprowadziło ich do tego, że zdecydowali się wezwać policję, by uspokoiła go. Policja po przyjeździe ewakuowała okoliczne budynki, gdyż Anderson Aldrich zaczął grozić, że ma przy sobie broń i materiały wybuchowe. Ostatecznie policji udało się wejść do środka, gdzie odkryto, iż sprawca faktycznie ma w domu arsenał broni oraz materiały wybuchowe – Aldricha aresztowano i postawiono mu zarzuty. Nie przyznał się do winy i został wypuszczony z aresztu za kaucją kilka dni później.
Sprawca prowadził stronę internetową propagującą ideę wolności słowa, na której umieszczał jednak treści głównie rasistowskie i nawołujące do przemocy politycznej, w tym wezwania do zastrzelenia lewicowców i liberałów oraz nawoływania do oczyszczenia społeczeństwa z ludzi czarnoskórych i LGBT oraz oskarżał środowiska LGBT o wspieranie kontrowersyjnych terapii zmiany płci u małych dzieci i nastolatków. Inna ze stron internetowych prowadzonych przez sprawcę zawierała nagranie z transmisji prowadzonej przez sprawcę zamachu w Buffalo z 2022, który zastrzelił 10 czarnoskórych osób w supermarkecie, transmitując to na żywo w internecie. Według dokumentów sądowych sprawca identyfikował się z neonazizmem.

## Wyrok
26 czerwca 2023 Anderson Aldrich został uznany winnym stawianych mu zarzutów morderstwa, usiłowania morderstwa oraz popełnienia zbrodni z nienawiści, i został skazany na dożywocie bez możliwości zwolnienia warunkowego.

## Reakcje
Prezydent Stanów Zjednoczonych Joe Biden potępił zbrodnię i zasugerował, że winę za niego ponosi retoryka anty-LGBT stosowana przez amerykańskie środowiska konserwatywne.
Po ataku na służby w Kolorado spadła fala krytyki za umorzenie wcześniejszej sprawy dotyczącej Andersona Aldricha, którego nie wpisano na listę tzw. czerwonej flagi osób stanowiących zagrożenie, które są pozbawione prawnie możliwości legalnego zakupu broni. Po incydencie z Aldrichem i jego dziadkami i grożeniem im śmiercią z czerwca 2021 Aldrich wyszedł z aresztu za kaucją, sprawę umorzono i zwlekano z wpisaniem sprawcy na listę, w wyniku czego mógł on wciąż legalnie kupić i posiadać broń.
Środowiska LGBT po ataku oskarżały konserwatywne organizacje, polityków i dziennikarzy za to, że stosując wobec nich agresywną retorykę popchnęli sprawcę do zbrodni.
Oświadczenie potępiające strzelaninę wystosował Kościół Jezusa Chrystusa Świętych w Dniach Ostatnich, którego formalnym członkiem był sprawca.
Po ataku kilka skrajnie prawicowych środowisk w USA twierdziło, że w momencie strzelaniny w klubie Q odbywał się pokaz drag queen, w którym uczestniczyły także dzieci, które miały możliwość wstępu do klubu, co spotkało się z oburzeniem i kontrowersjami.
W reakcji na strzelaninę i doniesienia, iż w jej trakcie w środku odbywał się pokaz drag queen z udziałem dzieci, konserwatywny dziennikarz Tucker Carlson ze stacji Fox News pokazał w swoim programie typu talk-show baner z napisem Stop Seksualizacji Dzieci, a następnie rozmawiał w samym programie z komentatorem, który powiedział, że takie ataki będą się zdarzać do tej pory aż ta zła propaganda nie przestanie atakować naszych dzieci. Z kolei amerykański prawicowy youtuber Tim Pool komentując zdarzenie stwierdził: Nie możemy tolerować pedofilów krzywdzących dzieci. Klub Q gościł wydarzenie gdzie dochodziło do uwodzenia małych dzieci. Komentarze skierowane przeciwko organizacjom LGBT i klubowi Q zamieścili w internecie lub wygłosili także niektórzy prawicowi politycy i dziennikarze. Wśród nich byli m.in.: Matt Walsh, Candace Owens i Marjorie Taylor Greene.
Po ataku odnotowano znaczną ilość pogróżek wobec innych klubów gejowskich. Amerykańskie służby ustaliły, że po ataku wielu internautów związanych ze skrajnie prawicowymi środowiskami i stronami internetowymi wyrażało chęć naśladowania sprawcy i wychwalało jego zbrodnię. Według Departamentu Bezpieczeństwa Narodowego USA znaczną ilość takich reakcji odnotowano na skrajnie prawicowym portalu Gab oraz w podobnych społecznościach i kanałach w serwisach Facebook i YouTube oraz na platformie Twitter. Z pogróżkami zetknął się m.in. bywalec klubu oraz były żołnierz Richard Fierro, który obezwładnił strzelca. Nazywano go krzywdzicielem dzieci i pedofilem, oskarżano o wykorzystywanie seksualne dzieci. Oburzenie wzbudził wpis Jenny Ellis, byłej prawniczki Donalda Trumpa, która stwierdziła iż ofiary strzelaniny są obecnie w piekle za to, że były homoseksualne.
14 grudnia 2022 ocaleli z ataku wzięli udział przed federalną komisją ds. reform, gdzie obwinili o atak mowę nienawiści stosowaną wobec osób o ich orientacjach i tożsamościach płciowych przez polityków konserwatywnych.